# Action Painting II
Action Painting II est une peinture de Mark Tansey datant 1984, conservée au musée des beaux-arts de Montréal (Québec) dans la section art contemporain international hébergée dans le pavillon Jean-Noël Desmarais.

## Histoire
Le tableau parvint au musée par le don de Nahum Gelber.

## Description
Le tableau est réalisé sur une toile préparée au gesso, peint ensuite en grisaille de tons dégradés de vert, puis retouché par grattage ou frottage.
Sur un fond d'extérieur, au-delà d'un plan d'eau, une fusée porteuse de navette spatiale décolle avec son panache de fumée ; au premier plan, sur le large emplacement gazonné de la rive, plusieurs peintres aux profils différents immortalisent la scène de l'envol pourtant fugitive et s'affairent devant leurs chevalets en terminant leur tableau par une dernière touche de pinceau, un des leurs contemple son œuvre avec recul.
On aperçoit à droite un grand afficheur numérique indiquant le comptage depuis le décollage : 8 centième de seconde.
À gauche un grand mat soutient un drapeau américain flottant vers la droite.

## Analyse
Peinture jeu de mots visuel composé à partir de ses photographies, d'événements historiques,  d'extraits de parutions journalistiques, plusieurs plans sont discernables dans la composition : 
Plan plastiqueLe dégradé, contraste des tons, est obtenu par soustraction (grattage, comme un sgraffito, de la couche de gesso peinte). Le format est très grand similaire au tableau de bataille.
Plan iconiqueConstruction perspective classique (horizon, limites du champ visuel, fond arrière-plan, premier plan étal, protagonistes de taille variable suivant leur éloignement).
Réalisme des détails de la représentation figurative, descriptive, photographique.
Décalage entre les époques : navette des années 1980 et costumes bourgeois des années 1950-1960.
Territoire américain renseigné par le drapeau.
Plan interprétatifLa  peinture sur le motif, sur chevalet, en extérieur (référence aux Impressionnistes).
Le drapeau américain en orgueil ou prestige national.
Les costumes,  stéréotype de l'Américain moyen et des peintres du dimanche.
La confusion provoquée par le titre se référant à l'avant-garde des expressionnistes abstraits new-yorkais  renvoie à l'ironie postmoderne (cf René Magritte « Ceci n'est pas une pipe »).

## Œuvres du même registre
On peut voir une similitude de tension narrative dans le tableau de Mark Tansey « Action Painting » montrant une femme peintre en robe quadrillée et coiffure à chignon, devant son chevalet, prendre la mesure, à l'aide de son crayon  tenu à bout de bras, des détails d'une voiture de sport  retournée, « explosant » en bout de piste.